# 浜口茂外也
浜口 茂外也（はまぐち もとや、1951年7月16日 - ）は、日本のパーカッション奏者。

## 経歴
東京都出身。血液型はA型。父親は音楽家の浜口庫之助。
10代の頃より、近所に住む細野晴臣と親交を結ぶ。
1969年、早稲田大学在学中にニューヨークに渡り、フルート奏者のジェレミー・スタイグ（Jeremy Steig）に師事。
帰国後の1974年に、クロスオーバー・バンドのバンブーにフルート奏者として参加。同バンドでのコンガ演奏を契機に、パーカッション奏者としての活動も開始。
1975年、細野から誘われ、彼が在籍するバンドのティン・パン・アレーのツアーにパーカッション/フルートで参加。演奏楽器はフルート、パーカッション、ギターなど。
以降、スタジオ・ミュージシャンとして、数多くの音楽家のレコーディング等に参加。

## ディスコグラフィ

### アルバム
- TAKARA-MONDE（浜口茂外也グループ、1990年4月21日、日本クラウン）
  - 2008年にボーナス・トラックを追加して再発）
- Din Don（2000年、ビクターエンタテインメント/aosis）初のボーカルCD
- 月影の恋（2008年、Bridge.Inc）大人のための踊れる歌謡曲

## 主な参加作品

### シングル
- 今井美樹
  - 「微笑みのひと」（2002年）
- 加藤和彦
  - 「ハリーズBAR」（1985年）
- KinKi Kids
  - 「ジェットコースター・ロマンス」（1998年）
- トーサンズ[1]
  - 「パパの歌」（1991年5月2日、忌野清志郎と浜口の2人組ユニット。）
- 長渕剛
  - 「猿一匹、唄えば侍」（1998年）
- 古内東子
  - 「誰より好きなのに」（1996年）
- 松任谷由実
  - 「メトロポリスの片隅で」（1985年）
  - 「Hello, my friend」（1994年）
  - 「7 TRUTHS 7 LIES〜ヴァージンロードの彼方で」（2001年）
- 矢島美容室
  - 「SAKURA -ハルヲウタワネバダ-」（2009年）

### あ行
- THE ALFEE
  - 『ALFEE』（1983年）
  - 『ALFEE'S LAW』（1984年）
- 稲垣潤一
  - 『Shylights』（1983年）
  - 『Personally』（1984年）
  - 『J's DIMENSION』（1995年）
- 井上陽水
  - 『ハンサムボーイ』（1990年）

### か行
- 工藤静香
  - 『JOY』（1989年）
- 小泉今日子
  - 『厚木I.C.』（2003年）
- 郷ひろみ
  - 『比呂魅卿の犯罪』

### さ行
- 坂本真綾
  - 『30minutes night flight』（2007年）
- 坂本龍一
  - 『千のナイフ』（1978年）
  - 『サマー・ナーヴス』（1979年、坂本龍一&カクトウギセッション名義）
  - 『音楽図鑑』（1984年）
- 沢田研二
  - 『LOVE 〜愛とは不幸をおそれないこと〜』（1978年）

### た行
- 高中正義
  - 『SEYCHELLS』（1976年）
- 田原俊彦
  - 『目で殺す』（1986年）
- 東京スカパラダイスオーケストラ
  - 『GRAND PRIX』（1995年）

### な行
- 中島みゆき
  - 『臨月』（1981年）
  - 『寒水魚』（1982年）
  - 『36.5℃』（1986年）
  - 『中島みゆき』（1988年）
  - 『時代-Time goes around-』（1993年）
  - 『LOVE OR NOTHING』（1994年）

### は行
- 古井戸
  - 『酔醒』（1975年）

- 堀江由衣
  - 『Darling』（2008年）

### ま行
- 松田聖子
  - 『Silhouette』（1981年）
  - 『Pineapple』（1982年）
  - 『Candy』（1982年）
  - 『Tinker Bell』（1984年）
- 松任谷由実
  - 『DA・DI・DA』（1985年）
  - 『宇宙図書館』（2016年）
- 松山千春
  - 『愛を贈る』（1984年）
  - 『明日のために』（1985年）
  - 『あなただけの季節』（1987年）
  - 『起承転結 IV』（1987年）

### や行
- 山下久美子
  - 『DANCIN' IN THE KITCHEN』（1980年）
  - 『Baby Baby』（1982年）
  - 『アニマ・アニムス』（1984年）
  - 『and Sophia's back』（1985年）
- 山下達郎
  - 『GO AHEAD!』（1978年）
- 吉田拓郎
  - 『大いなる人』（1977年）

### コンピレーションアルバム
- CBS/SONY SOUND IMAGE SERIES
  - 『PACIFIC』（1978年）

## 楽曲提供
- 戸田恵子
  - 「昆虫ニンジャ」（2008年）